# Мелвилл (залив)
Ме́лвилл (гренл. Qimusseriarsuaq) — залив моря Баффина. Находится у западных берегов Гренландии.
Ширина у входа в залив около 300 км. Максимальная глубина свыше 1000 м. Берег залива Мелвилл в западной Гренландии представляет собой почти непрерывный высокий ледяной обрыв, образованный материковыми льдами. Отсюда в море спускается множество айсбергов.
На берегу залива расположен единственный населённый пункт — посёлок Сависсивик муниципалитета Каанаак. Местное население насчитывает 78 человек.

## История
Предполагается, что открыл залив викинг Эрик Рыжий летом 983 года во время своей экспедиции от Северного полярного круга на север. Его путь проходил через залив Диско, мимо острова Диско, а также, открытых им, полуостровов Нугссуак и Свартенхук.
Амундсен, на «Йоа», прошел через залив Мелвилла, направляясь к Дарлимпл-Рок в своей первой самостоятельной экспедиции.
В 1616 году Роберт Байлот и Уильям Баффин на корабле «Дискавери» открыли залив Мелвилл вторично. Они также открыли западное побережье Гренландии между 72 и 76° с. ш., северо-западный выступ Гренландии между 76 и 78° с. ш. и южный вход в пролив Смит, отделяющий с северо-запада этот полуостров от Земли Элсмира.
Название получил в 1822 году в честь первого лорда Адмиралтейства Англии Мелвилла.

## В литературе
В 1956 году датский полярный исследователь Петер Фрейхен написал повесть о полярных эскимосах северо-западной Гренландии, которую назвал «Зверобои залива Мелвилла».
В 1961 году книга была переведена на русский язык.